# Rue Francis-Davso
La rue Francis-Davso est une voie de la ville de Marseille.

## Situation et accès
Cette rue située dans le 1er arrondissement de la ville de Marseille, va de la rue de Rome à la rue Breteuil.

## Origine du nom
La rue doit son nom à Francis Davso, résistant marseillais qui travaillait au magasin « Aux Dames de France » devenu « Les Galeries Lafayette » situé rue Saint-Ferréol. Il a été fusillé le 16 juin 1944.

## Historique
Elle s’est appelée successivement « rue d’Albertas », puis « rue de la Darse » car elle joignait la rue de Rome à une porte de l’arsenal des galères, dite porte de la darse. En effet cette porte donnait accès à une darse, canal ouvert à l’intérieur de l’arsenal et relié au Vieux-Port. Cette rue a été tracée pour sa partie située entre la rue Haxo et la rue Breteuil, sur des terrains où se trouvait le couvent des Carmes déchaussés qui élaboraient l’eau de mélisse.

## Bâtiments remarquables et lieux de mémoire
On peut noter la présence au numéro 75 d'un immeuble décoré de cariatides qui a été successivement le siège d'une auberge (auberge de la Rose), d’un théâtre de variétés, du journal Le Provençal dont le siège est actuellement rue Salengro. Ce journal est devenu La Provence.